# Jochem Kalmbacher
Jochem Kalmbacher (* 6. Januar 1964 in Frankfurt am Main) ist ein deutscher Politiker und ehemaliger Vorsitzender der Partei Die Violetten. 

## Leben
Kalmbacher wuchs bis 1973 im Frankfurter Stadtteil Bergen-Enkheim auf und nach dem Umzug seiner Familie in Hochstadt (Maintal).
Nach dem Abschluss der höheren Handelsschule absolvierte er die Ausbildung zum Bürokaufmann. Nach der Ausbildung zum Gesundheits- und Krankenpfleger auf dem zweiten Bildungsweg von 1993 bis 1996 gründete er einen ambulanten Pflegedienst. Von 2006 bis 2009 absolvierte er Weiterbildungen zum Huna-Schamanen, zum Reiki-Meister und in Quantenheilung. Neben seinem ambulanten Pflegedienst betreibt er in Offenbach am Main seit 2010 eine Praxis für Quantenheilung und Huna.
2012 war er in der Sendung Leichter leben von Astro TV zu Gast.
Er ist Vater eines Sohnes.

## Politik
Als Mitglied der FDP im hessischen Maintal wurde er als Jungpolitiker für die Zeit von 1981 bis 1983 in den Jugendbeirat der Stadt Maintal gewählt. Er war in dieser Zeit beteiligt an der Gründung des ersten selbstverwalteten Jugendzentrums in Dörnigheim, dessen erster Vorsitzender er 1982 er war. 1986 verließ er die FDP. Im Januar 2012 wurde er auf Die Violetten aufmerksam. Vom 7. November 2015 bis 1. April 2017 war er Bundesvorsitzender dieser Partei, den er aus Zeitmangel aufgab. Kalmbacher ist Landesvorsitzender des hessischen Landesverbandes der Partei. bei der Bundestagswahl 2017 war Jochem Kalmbacher Spitzenkandidat für die Violetten in Hessen sowie Direktkandidat für den Wahlkreis 185 der Stadt Offenbach am Main und steckte 12.000 Euro in seinen Wahlkampf.  Bei der Landtagswahl in Hessen 2018 kandidierte er im Wahlkreis Offenbach-Stadt und erreichte dort 0,3 % der Erststimmen. Laut taz finanzierte er den Landtagswahlkampf der Partei Die Violetten zum großen Teil selbst.